# Shurgard

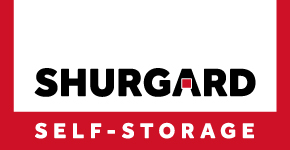
Shurgards logo.

Shurgard (officiellt Shurgard Self Storage) är en form av hyrlager som grundades 1972 i USA. Marknadsidén är att kunna magasinera personliga tillhörigheter, som hushållsartiklar eller företagets utrustning i ett eget, låsbart förråd. Företaget ägs sedan 2006 av Public Storage som är en Real estate investment trust med säte i  Glendale, Kalifornien.

## Historik
Idén till hyrlager för privatpersoner och mindre företag fick fastighetsutvecklaren B. Wayne Hughes i början av 1970-talet under en resa i södra Kalifornien. Han såg att lokala fastighetsägare utanför Dallas och Houston gjorde sig en bra förtjänst genom att tillhandahålla mindre förråds- och lagerytor mot betalning och att det fanns en efterfråga att kunna magasinera exempelvis husgeråd eller utrustning.
Shurgards föregångare grundades i Olympia i Washington 1972. Innan Shurgard etablerade sig i Sverige 1998 fanns företaget i Bryssel 1995. Sedan dess har Shurgard öppnat ett 30-tal anläggningar runtom i Sverige. I Europa finns för närvarande (2019) över 200 Shurgard-anläggningar, utöver i Sverige även i bland annat Belgien, Danmark, Frankrike, Storbritannien, Nederländerna och Tyskland. I hemlandet USA existerar över 2 200 anläggningar. 
Shurgards anläggningar har ofta ett likartat utseende med enhetlig färgsättning och ett stiliserat fyrtorn som kännetecken.

### Bilder, anläggningar (urval)

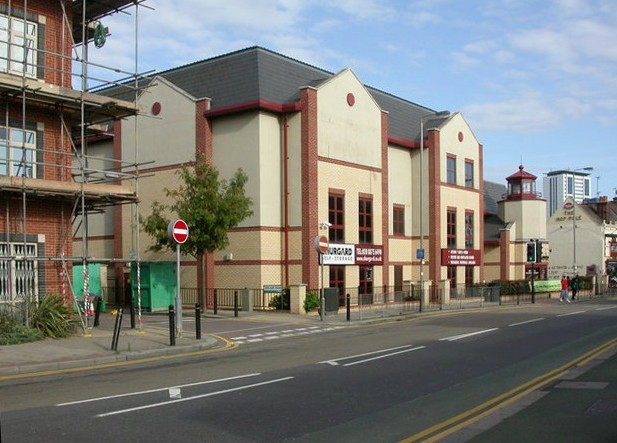
Shurgard i Wandsworth.
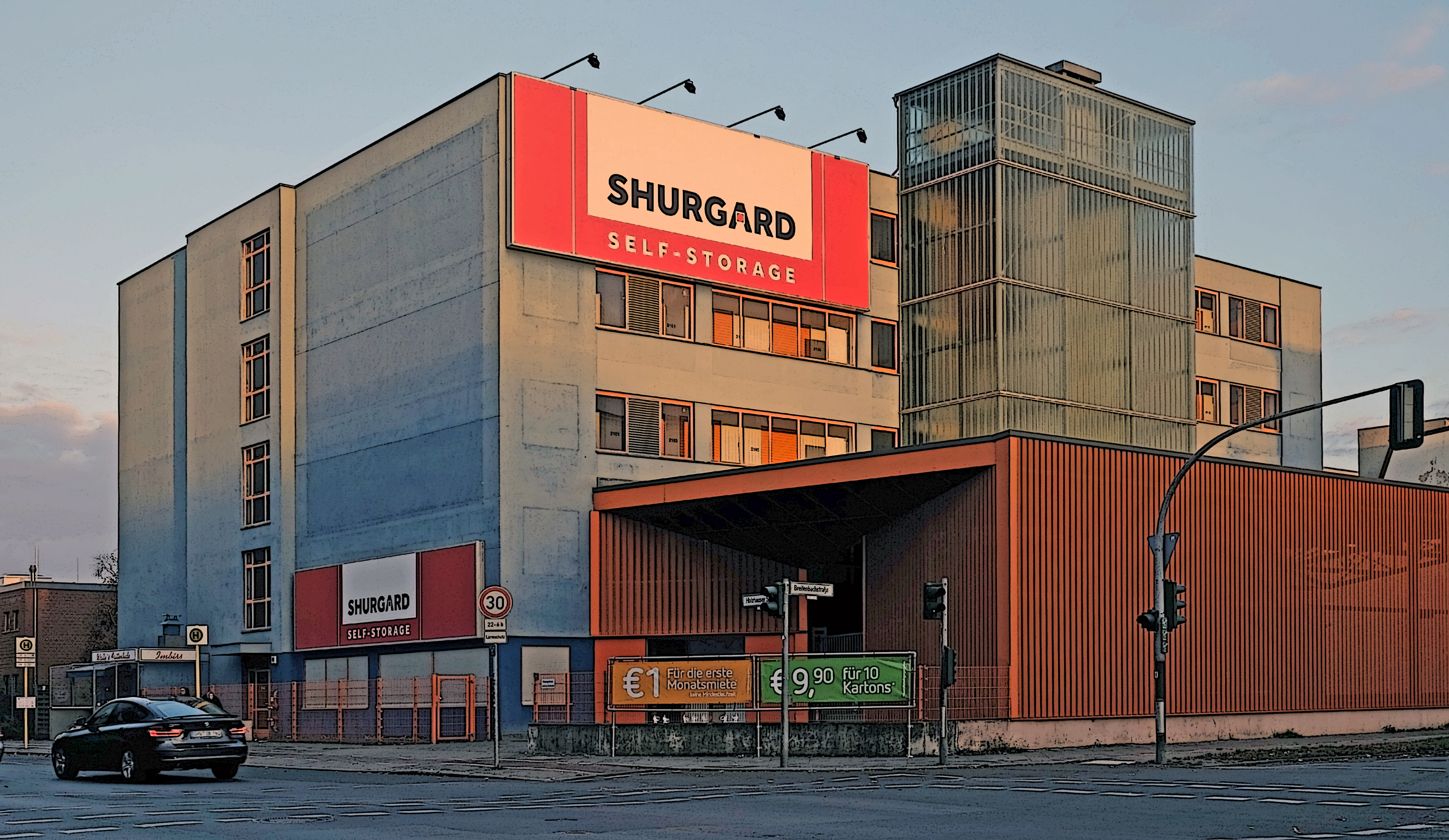
Shurgard i Berlin.
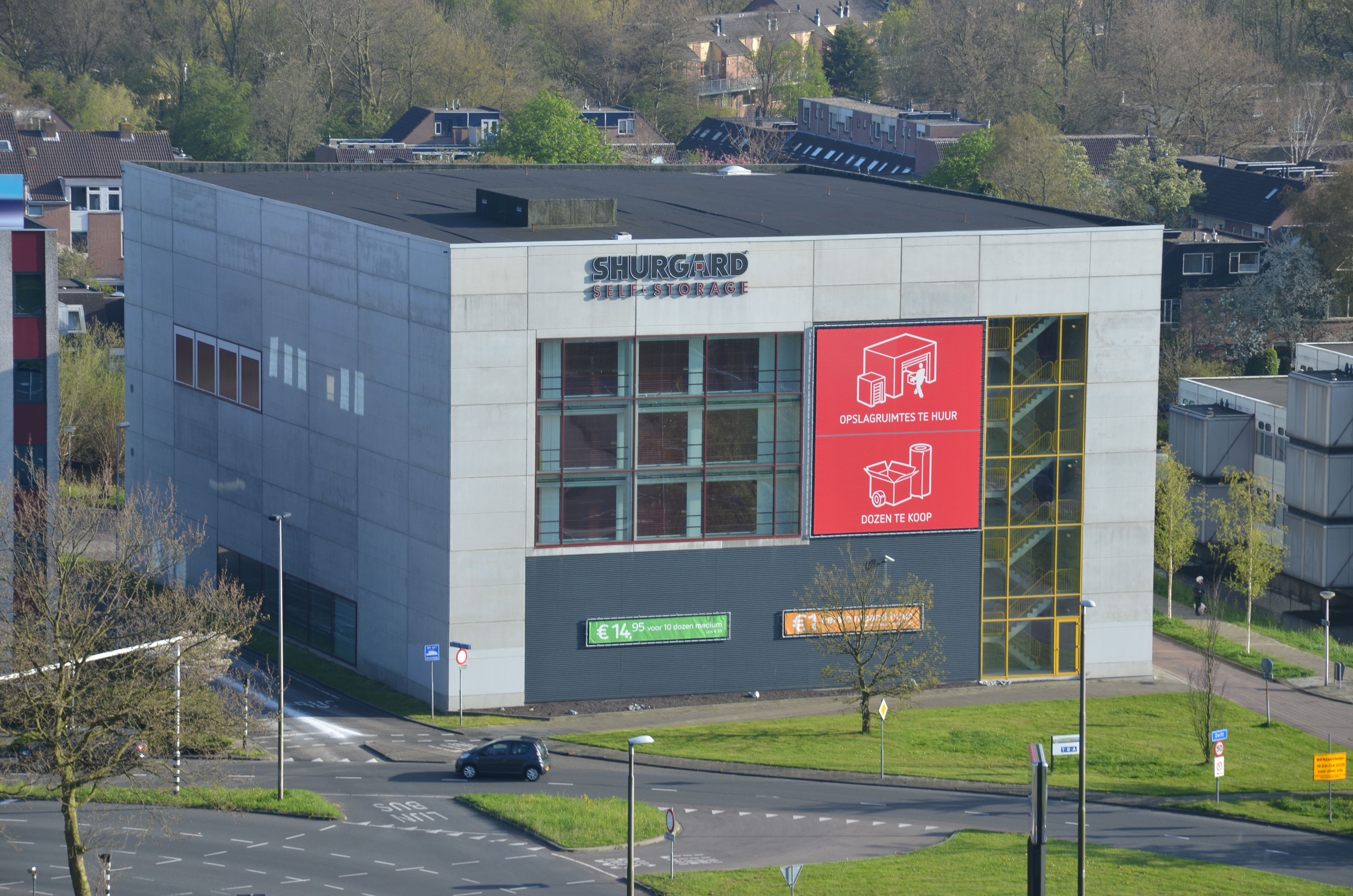
Shurgard i Delft.
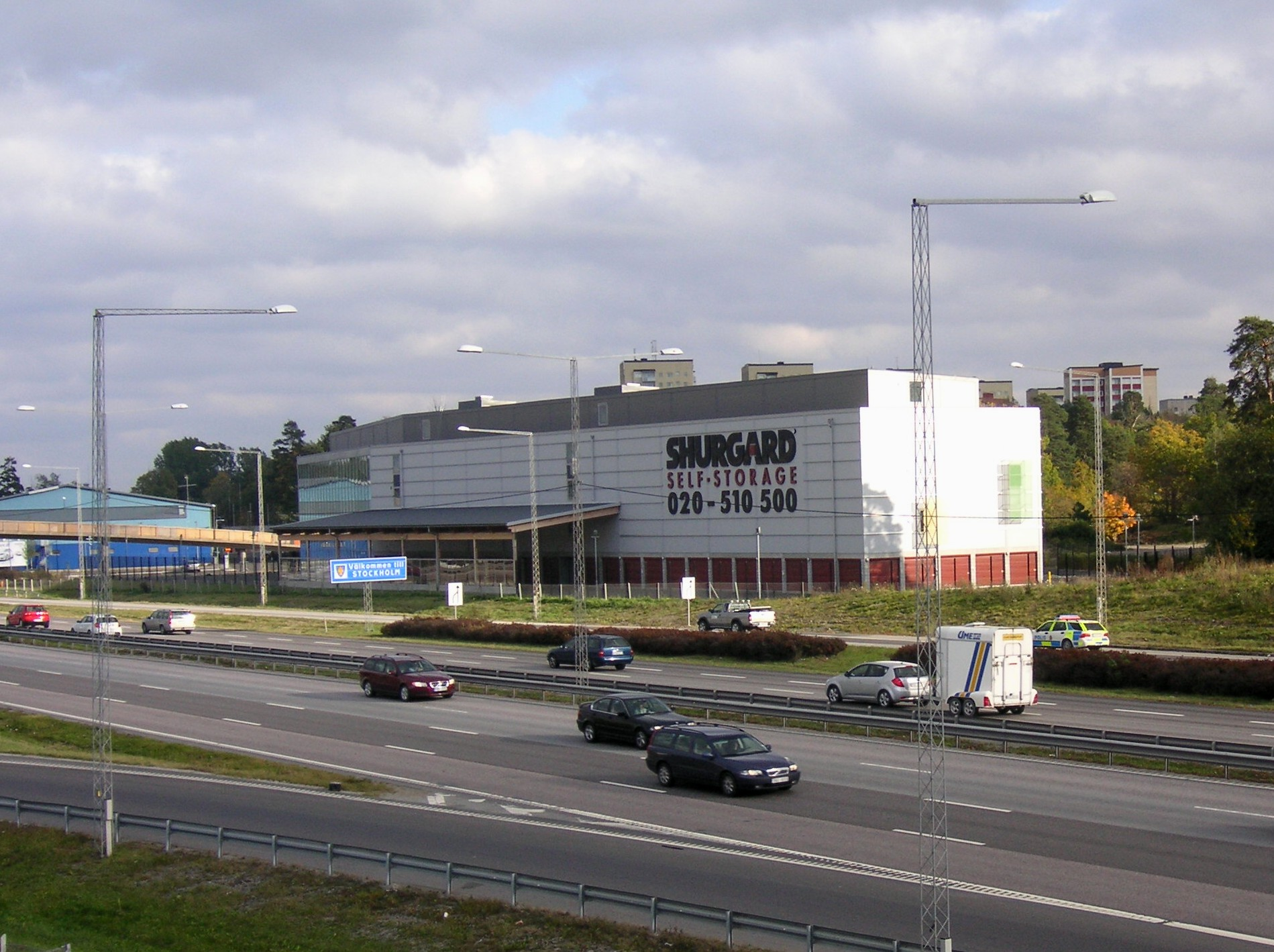
Shurgard i Fruängen, Stockholm.
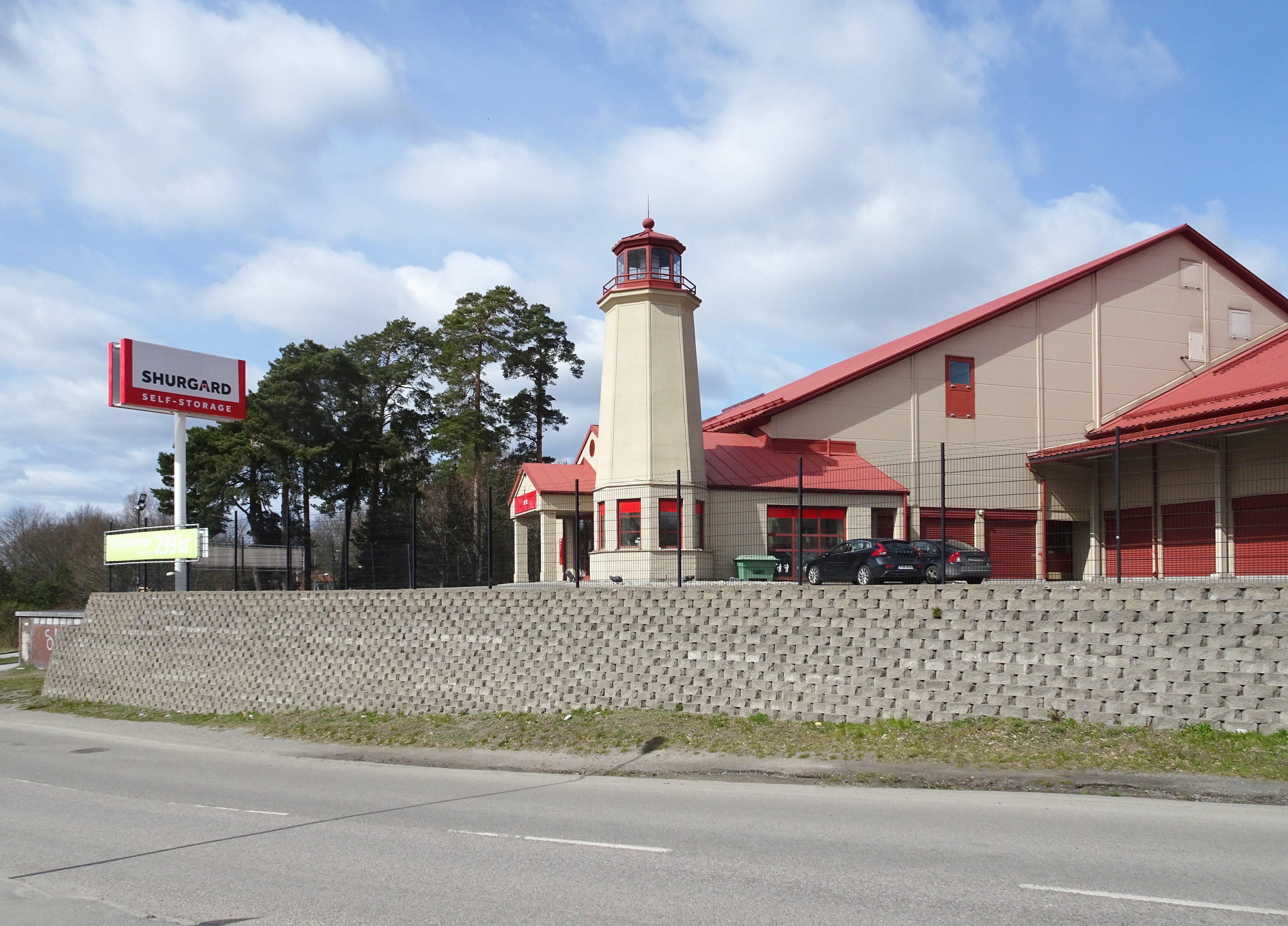
Shurgard i Sköndal, Stockholm.